# يوسف طاهر الوهب
يوسف طاهر الوهب حكم دولي عراقي سابق من مواليد بغداد.

## نشأته
ولد يوسف طاهر في بغداد من عائلة عريقة في عام 1932 وتحديداً في جانب الكرخ منها ثم انتقلت عائلته إلى مدينة الأعظمية التي كانت مسرح انجازاته، وهو أخ لعشرة اخوة وخمس أخوات.

## بداية مسيرته الرياضية
بدأت المسيرة الرياضية لديه في سن مبكرة، حيث كانت أول بطولة رسمية له بطولة بغداد للمدارس الابتدائية إذ حصل على مركز متقدم فيها، اما خلال المرحلة المتوسطة فحصل على المركز الأول خلال سنينها الثلاثة، وكانت المرحلة الاعدادية هي الأخرى التي حصل فيها على المراكز الأولى بالإضافة إلى انها بداية لتسجيل ارقامه القياسية.

### مسيرته في الكلية العسكرية والجيش العراقي
اختار الكلية العسكرية الملكية والتي كانت بوابة للعالم الخارجي حيث ان الاعلام كان مقتصرا على الصحف والبرامج الاذاعية داخل العراق.
ولقد حافظ على مركزه الأول في الكلية العسكرية والجيش العراقي، بالإضافة إلى كسره رقم قياسي جديد حيث كان رقمه القياسي (2:00:8) دقيقتان وثمان اعشار من الثانية، ولم يكسر رقمه القياسي لسنين طويلة، وحصل على لقب أفضل رياضي للكلية العسكرية لدورتها الـ 28.

## انجازاته
قدم للرياضة العراقية الكثير في مجالي ألعاب قوى كرة السلة حيث:

حصل على أول سباق 800 متر عندما كان في الثانوية

بطل الكلية العسكرية برقم قياسي لم يكسر الا بعد سنين
لقب احسن رياضي عسكري

المدالية الفضية لدورة الألعاب العربية الأولى عام 1953 في لعبة 4×400 بريد

المدالية الفضية لبطولة أولمبيات اثينا للعبة 4×100

بطل سباق القادة العسكريين لمئة متر عام 1970

اما في مجال كرة السلة
تخرج في أول دفعة للحكام الدوليين العراقيين

رئيس رابطة الحكام العراقية

حكم المباراة النهائية لبطولة العالم العسكري عام 1967 في إيطاليا وحصل فيها على لقب الحكم الذهبي

أفضل حكم لنفس البطولة بدورة كمبوديا عام 1966

مدرب منتخب العراق السلوي عام 1968
حكم العديد من المباريات المهمة في تاريخه الرياضي
اعتزل عام 1985 بمباراة اعتزال خاصة وحفل عملاق
عمل مستشار اللجنة الاولمبية العراقية
كرمه جميع الملوك والرؤساء الذين عاصرهم
وعزف له السلام الملكي والجمهوري في محافل عدة ت تكريما لأنجازاته الكبيرة.